# غیرمنتظره (فیلم ۲۰۱۸)
غیرمنتظره (به انگلیسی: Out of Blue) یک فیلم درام و جنایی محصول سال ۲۰۱۸ به کارگردانی و نویسندگی کارول مورلی با بازی میمی گامر، جیمز کان، توبی جونز، پاتریشا کلارکسون، جکی ویور و جاناتان میجرز در تقش دانکن جی. رینولدز است. این فیلم بر اساس رمان قطار شب (۱۹۹۷) اثر مارتین آمیس است.

## داستان
فیلم در مورد یک کارآگاه به نام مایک می‌باشد که برای تحقیق بر روی قتل یک اخترشناس و همچنین متخصص سیاه چاله به نام جنیفر راکول فراخوانده می‌شود. همچنان که او بیشتر وارد زندگی این شخص می‌شود، او از راهی که هیچ انتظارش را ندارد، تحت تأثیر تحقیقات این اخترشناس قرار می‌گیرد و…

## بازخوردها
در جمع‌آوری نقد راتن تومیتوز، این فیلم بر اساس ۶۷ نقد، با میانگین امتیاز ۵/۱۰، دارای ۳۷ درصد محبوبیت دارد.
در متاکریتیک، که از میانگین وزنی استفاده می‌کند، فیلم را اختصاص داد. امتیاز ۴۹ از ۱۰۰، بر اساس ۱۶ منتقد، نشان دهنده «بررسی‌های مختلط یا متوسط».